# Єрусалим (картина)
«Єрусалим» (фр. Jerusalem або «Голгофа» (фр. Golgotha «Розп'яття» (фр. La Crucifixion «Здійснилося» (лат. Consumatum est — картина французького художника Жана-Леона Жерома, написана у 1867 році. Знаходиться в колекції музею Орсе в Парижі (Франція).

## Історія і контекст

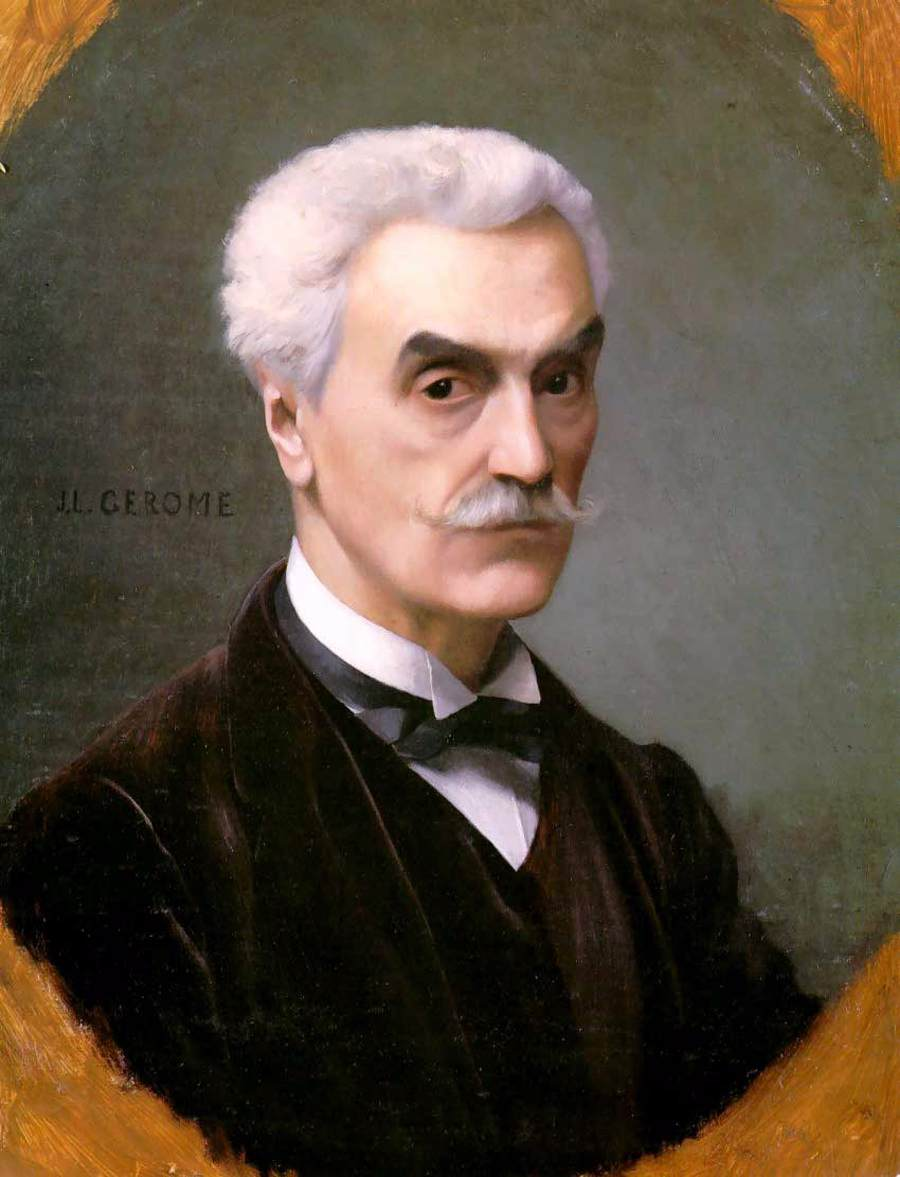
Жан-Леон Жером, автопортрет, 1886 рік

Французький живописець Жан-Леон Жером (1824—1904) навчався у відомих художників Поля Делароша і Шарля Глейра, Вони прищепили йому пристрасть до подорожей, вивчення звичаїв різних народів та любов до Сходу. Перші картини художникаа були високо оцінені одним з найшанованіших художніх критиків — Теофилем Готьє, який став згодом його другом. Жером був постійним гостем імператорської сім'ї і займав посаду професора в Школі витончених мистецтв. Його студія була місцем зустрічі художників, акторів і письменників, а сам він став легендарним майстром, відомим своєю дотепністю, зневажливим ставленням до дисципліни і крайньої ворожістю до імпресіонізму .
З кінця 1850-х років Жером виявився неймовірно заповзятливим у виборі історичних сюжетів, починаючи від Стародавньої Греції та Риму. Він взявся за переосмислення свого академізму, багато в чому перебуваючи під впливом Жан-Огюст-Домініка Енгра, який писав свої картини на давньогрецькі теми, а також свого вчителя Делароша, який обрав більш зрозумілий громадськості театральний підхід в живописі на історичні теми. Жером почав працювати над досягненням балансу між реалізмом і науковим підходом до образної реконструкції історичних подій, розвинувши в собі вміння майстерно управляти оповідальним потенціалом сюжетів своїх картин, через що вони справляли незабутнє враження на глядачів. Жером відмовився від поетичних узагальнень і ідеалізації головних героїв, проте врівноважена і прискіплива в деталях мальовнича техніка художника практично робила людей безпосередніми свідками подій минулого . Водночас Жерома часто звинувачували в тому, що він працює на потребу публіці і не замислюється про майбутню затребуваності сюжетів своїх картин  .
Після великого успіху картин на екзотичні і чуттєві східні сюжети в 1867 році Жером повернувся до улюбленої історичної тематики, незважаючи на те, що знизився до неї інтерес суспільства. Вчергове до Єгипту та Палестини він вирушив 1868 року в складі групи з шести художників і офіційного фотографа. В середині січня вони прибули в Олександрію, а 3 квітня, пройшовши шлях через Синай на каравані верблюдів, пройшли Хеврон і увійшли в Єрусалим, поставивши намети прямо навпроти Яффських воріт. У наступні дні, які ознаменувалися приходом Вербної неділі, мандрівники відвідали священне місто і 7 квітня піднялися на східний схил Оливкової гори, з якої Жером зробив низку замальовок місцевості, в чому йому не завадив ні вітер, ні дощ. Рано вранці 12 квітня Жером попрощався зі своєю групою для того, щоб прибути до Франції до 2 травня, тобто до відкриття Паризького салону, на якому були заявлені його полотна «Страта маршала Нея» і «Єрусалим» . Жером завершив велику частину картини перед від'їздом на Близький Схід  ще в 1867 році.

## Композиція

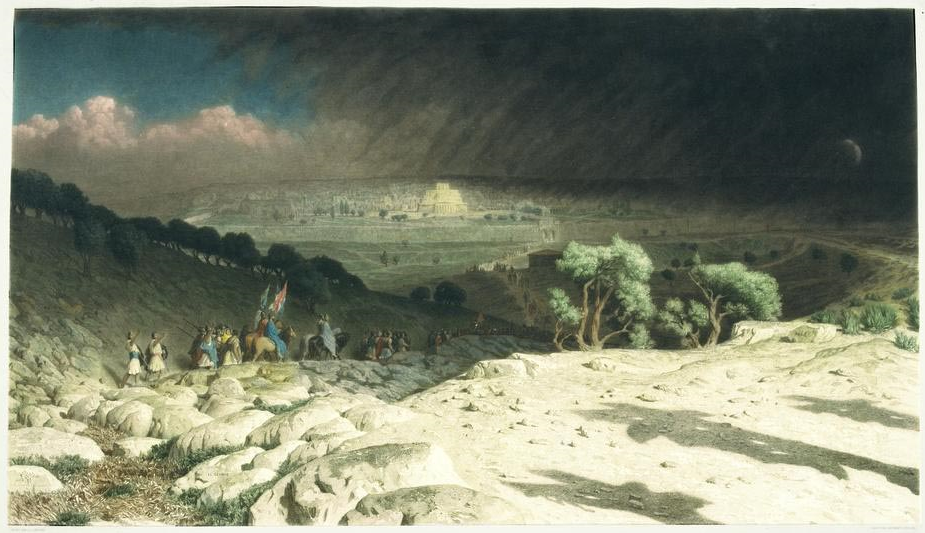
Гравюра роботи Германа Ейхенса

Картина написана олією на полотні, а її розміри складають 82 x 144,5 см . На ній зображений момент відразу після розп'яття Христа. На передньому плані видно освітлений сонцем схил скелястої гори Голгофи, на якому можна розрізнити гігантські тіні від трьох хрестів з висячими на них Ісусом Христом та двома розбійниками. Солдати-піхотинці спускаються з гори звивистою дорогою вниз по схилу до язичницького храму Венери через долину до міських воріт. Двоє римських солдатів в білих туніках обернулися подивитися на хрести і підняли руки вгору для того, щоб попрощатися або просто закрити очі від сонця, що заходить. У зображенні цієї сцени Жером, можливо, натякнув на сотника Лонгіна, що пронизав Христа своїм списом, і солдата, який протирав йому обличчя змоченою в оцті губкою. Над міськими стінами, прямо в середині полотна, височить домінанта картини — Єрусалимський храм, теж освітлений сонцем. На небі з правого боку картини на тлі темно-фіолетових грозових хмар видно яскравий півмісяць, зображення якого натякає на те, що по Євангелію Ісус помер о третій годині пополудні, після чого серед білого дня потемніло небо, з якого почали світити і сонце, і місяць. Гра зі світлом і тінню, що відкидається трьома хрестами, які стоять ніби «за кадром» картини, виробляє досить тяжке враження, що посилюється драматизмом пейзажу. Композиція картини одночасно спантеличує глядача і робить його учасником того, що відбувається, нібито він стоїть під хрестами, символізуючи його належність до всесвіту, причетність до події воістину космічного масштабу     .

## Сприйняття
Орієнталістські полотна Жерома відомі своєю документальною точністю, увагою до деталей і врівноваженою мальовничою технікою. Однак у цій картині композиція досягла нового ступеня складності, що розходиться з класичною віковічною традицією зображення страстей Христових   . Картина була розкритикована на Паризькому салоні 1868 року  . Теофіл Тор охарактеризував тіні як «химерний і оригінальний винахід», тобто «тінь від страти страшніше, ніж сама страта», однак додав, що «ідея, ймовірно, занадто літературна для живопису», і покартав Жерома за захоплення «сенсаційними сюжетами». Захарія Аструк поскаржився на велику кількість «дрібних деталей» і «повну відсутність простоти», зробивши висновок про те, що «велика театральна апатія обтяжує мозок цього художника». Жюль-Антуан Кастаньярі дорікнув Жерома в тому, що «драма лякає вас і ви показали нам кінцівку. Дія виявилося занадто шаленою для ваших обмежених можливостей, так що ви показали нам наслідок. Коли завіса впала, тоді ви нас і запросили до дії». Еміль Галішон зазначив, що «ніхто не може потішити себе наявністю такого фотографічного зору як у пана Жерома і володінням даром спостережливості і можливістю транслювати отримане враження». Клавдій Лавернь назвав роботи Жерома картинками з головоломками, які неможливо розгадати без пояснювального тексту, охарактеризував цю картину як «провокаційну містифікацію», так як Єрусалим «жодним чином не нагадує священне місто», Голгофа порожня, а тіні на ній — «дивний винахід». Едмон Абу, колишній учасником експедиції 1868 року, бачив в Жеромі геніального художника, зазначив, що критики занадто різкі до картини, в якій видно руку майстра   .
|                           |                 |                      |
| «Бонапарт перед сфінксом» | «Смерть Цезаря» | «Страта маршала Нея» |

Сучасні критики відзначають, що поєднуючи в творчості щиру переконаність у своїй правоті з оригінальним художнім талантом, Жером прагнув до набагато більшого, ніж до простої реалістичності в реконструкції давно минулих подій, а саме до відродження жанру релігійного живопису за допомогою небачених досі образотворчих рішень як способу донесення ідей Євангелія . Жером не вперше використовував зображення тіней як зловісного знака сторонньої присутності. Про це можна стверджувати поглянувши на його картину того ж періоду «Бонапарт перед сфінксом», на якій перед Сфінксом в Гізі у самоті сидить на коні Наполеон, а позаду на піску видно силуети його супутників. Контраст між жертвами і катами можна побачити в картинах «Смерть Цезаря» і «Страта маршала Нея». Основна увага приділяється кільком миттєвостям після драматичної кульмінації події, тіла жертв лежать на передньому плані, а кати постають дрібними і незначними фігурами. Глядач ніби опиняється в епіцентрі подій, передумови і результат яких він уже давно знає  .

## Доля

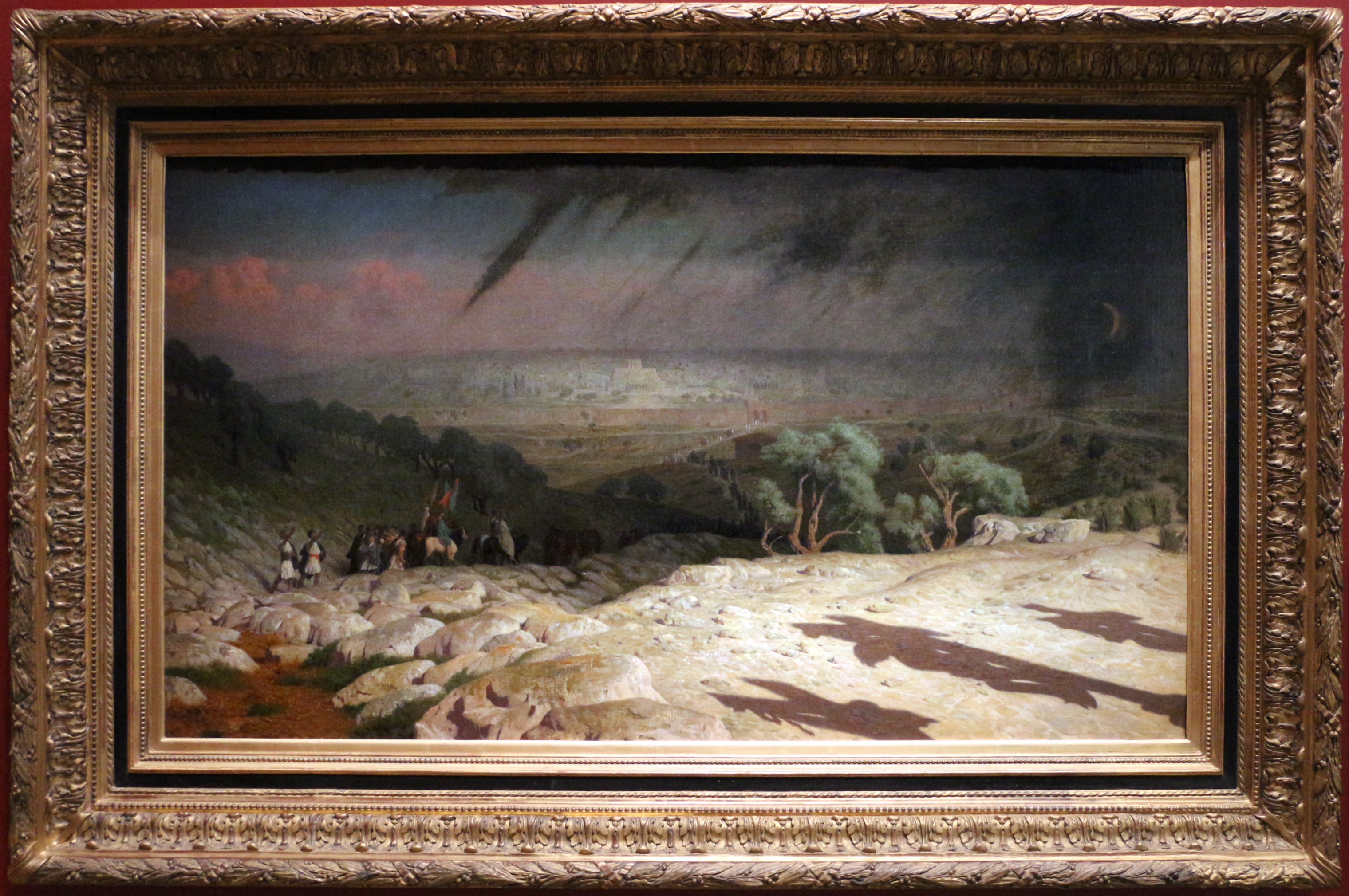
Картина в музеї Орсе

Картина не мала успіху у глядачів, тому в 1871 році компанія продала роботу нью-йоркській фірмі «Knoedler» за значну суму в розмірі 30 тисяч французьких франків . Перед цим компанією була опублікована масштабна гравюра з картини, зроблена гравером Германом Ейгенсом. 1873 року картину придбав Генрі Н. Сміт, в тому ж році позичив роботу для весняної виставки Бруклінської асоціації мистецтв. Переходячи з рук у руки, 1990 року робота була виставлена на аукціоні «Christie's» у Нью-Йорку. Того ж року картина придбана музеєм Орсе в Парижі (Франція) , де і знаходиться в даний час.